# Портомаджоре
Портомаджо̀ре (на италиански: Portomaggiore, на местен диалект Portmagiòr, Портъмаджор) е град и община в Северна Италия, провинция Ферара, регион Емилия-Романя. Разположен е на 2 m надморска височина. Населението на града е 12 272 души (към 2007 г.).